# Gian Maria Ghidini
Pour les articles homonymes, voir Ghidini.
Gian Maria Ghidini, né le 2 août 1911 à Brescia et mort le 18 octobre 1974 à Gênes, est un entomologiste, herpétologiste et spéléologue italien.

## Biographie
Il commença sa carrière à l'Institut de zoologie de l'université de Rome et fut professeur à l'université de Gênes.
Il s'intéressa particulièrement aux insectes hématophages et étudia la faune de l'Afrique orientale italienne.

## Publications
- Contributi alla conoscenza della fauna speleo-entomologica Brescia, Gênes, 1931.
- « Descrizione di un nuovo Trechus italiano (Coleoptera Carabidae) : Trechus Naldii », Bollettino della Società Entomologica Italiana 3 : 40–45. Gênes, 1932.
- « Descrizione di una nuova specie di Pholeuonidius (Coleoptera Bathyscinae) », Bollettino della Società Entomologica Italiana 55 (2) : 49–52. Gênes, 1933.
- Una sottospecie nuova di Trechus Glacialis Heer, Trente, 1935.
- Coleopterorum brixiensis regionis fauna, Brescia, 1936.
- Le caverne del Monte Maddalena e la loro fauna, Brescia, 1937.
- « Materiali per una bibliografia zoologica dell'Africa Orientale », Rivista di Biologia Coloniale, Roma, 1940
- Glossario di entomologia, La Scuola, Brescia, 1949.
- « Considerazioni sistematiche e biogeografiche sulle due specie Antisphodrus Schreibersi Kust. e A. Insubricus Gangl. (Coleoptera Carabidae) », Rassegna Speleologica Italiana 6, 4. Côme, 1954.
- « L'Athypna abdominalis Fabr. e le sue razze : Col. Scarabaeeidae », Gênes, 1956.
- Le termiti e la loro diffusione in Italia, Brescia, 1956.
- Costruzione di un centro di inanellamento pipistrelli, 214–222. Côme, 1956.
- Hommes, cavernes et abîmes, trad. de l'italien par Gennie Luccioni, coll. « Découvertes », Maison Mame, Tours, 1957.
- Centro Inanellamento Pipistrelli : otto anni di attività (1957–1964), Milan, 1966.
- « Biogeografia e protezione della natura », Archivio Botanico e Biogeografico Italiano, 11, 4. Modène, 1966.